# DVD Decrypter
DVD Decrypter es un programa freeware que puede crear imágenes de disco de respaldo de la estructura DVD-Video DVD. Puede ser utilizado para crear la imagen de cualquier DVD, pero es especialmente útil para el descifrado de películas protegidas contra copia. El programa puede también grabar esas imágenes a discos CD o DVD. El software de descifrado de CSS, como DVD Decrypter, AnyDVD y DVD Shrink) permiten que un DVD de región específica sea copiado como un DVD para todas las regiones. También elimina la protección de Macrovision, Content Scramble System (CSS), códigos de región, y operaciones de usuario desactivadas (UOPs).
El motor de quemado que poseía el DVD Decrypter está actualmente siendo usado en un nuevo programa llamado ImgBurn. 
Las imágenes de disco generadas pueden luego ser:
- Vistas en la computadora usando programas como PowerDVD y WinDVD (WinDVD, solo puede ver estructuras completas de DVD-Video).
- Codificadas a un tamaño más pequeño y eliminando extras indeseados como los avances de la película con herramientas de reautoría como DVD Shrink y Nero Recode.
- Grabadas sobre medios ópticos (DVD-R, DVD-RW, DVD+R, DVD+RW, DVD+R DL y DVD-RAM) para producir discos que puedan ser vistos en equipos reproductores de DVD.
- Exportadas a los formatos VCD, SVCD o DivX y posiblemente grabadas sobre medios CD-R o CD-RW.

## Acción legal
El 6 de junio de 2005, Lightning UK (desarrollador del DVD Decrypter) anunció que recibió una carta para "cesar y desistir" el desarrollo de su programa, de una compañía no nombrada. Lightning UK más tarde indicó que estaba dentro de sus mejores intereses conformarse con lo escrito en la carta, y efectivamente detuvo el desarrollo. El 7 de junio, un sitio espejo estaba activo , y permitía a la gente descargar la versión final (3.5.4.0). El 27 de noviembre de 2005 Afterdawn.com, un sitio web finlandés, anunció que cumpliría con lo escrito en una carta que recibió de Macrovision demandando que DVD Decrypter se retirara de su sitio. Puesto que solamente el dueño de una aplicación puede exigir que ésta sea removida de la sección de descargas de un sitio de terceros, no puede haber duda que Macrovision era la compañía que tomó acción legal en 2003 bajo la ley británica que prohibía la evasión de medidas de prevención de copiado. Poco después de eso, aparecía un sitio que no tiene conexión con Lightning UK y anunciaba ser el sitio "nuevo" de DVD Decrypter. Desde entonces, este sitio ha estado cerrado. Otro sitio sin conexión con Lightning UK, llamándose a sí mismo el sitio "no oficial" de DVD Decrypter, ha aparecido recientemente.
El 4 de octubre de 2005, Lightning UK continuó el desarrollo del motor de grabación usado por DVD Decrypter en su nueva herramienta, ImgBurn.

## Relevo
Aunque no está vinculado con él, después de la desaparición del DVD Decrypter, una empresa comercial, autora del programa de backups DVDFAB, creó una utilidad llamada DVDFAB DECRYPTER (actualmente DVDFAB HD DECRYPTER, gracias a que soporta HD-DVD y algunas protecciones de Blu-ray). Este programa es plenamente gratuito, y puede ser usado conjuntamente con el DVDShrink.